# Хвича Кварацхелия
Хвича Кварацхелия (на грузински: ხვიჩა კვარაცხელია), още познат като Квара е грузински футболист, нападател, състезаващ се за френския Пари Сен Жермен и за грузинския национален отбор.

Кварацхелия започва в професионалния футбол играейки за Динамо Тбилиси на 16 години, преди да замине за Рустави, където прекарва половин сезон. По време на комбинирания си тригодишен мандат в Локомотив Москва и Рубин Казан, Кварацхелия печели две последователни награди за най-добър млад играч в Руската Висша лига. След кратък престой в Динамо Батуми, Кварацхелия подписва с Наполи през 2022 г. и в дебютния си сезон извежда клуба до рекордна кампания в Шампионската лига и първа титла в Серия А от 33 години, завършвайки като футболиста с най-много асистенции в лигата. Това го кара да бъде обявен за най-полезен играч в Серия А и за млад играч на сезона в Шампионската лига.
На международно ниво Кварацхелия се утвърждава във всички национални младежки отбори, превръщайки се в ключов играч при различни мениджъри. Той става неразделна част от националния отбор, след като се присъединява към него през 2019 г. На Кварацхелия се приписва популяризиране на интереса към футбола в Грузия за постиженията му с Наполи, заедно с бившата легенда на Милан Каха Каладзе (който също даде значителни похвали на самия Хвича), чието изпълнение вдъхновява Кварацхелия да тръгне по пътя.

## Клубна кариера

### Ранна кариера
Преминавайки през юношеската система, Кварацхелия започва професионалната си кариера в Динамо Тбилиси през 2017 г., като дебютира за професионалния отбор срещу Колхети-1913 Поти, влизайки като резерва в 62-ата минута при равенство 1–1 на 29 септември 2017 г. Общо Кварацхелия прави пет участия във всички състезания за Динамо Тбилиси, отбелязвайки първия си гол при победа с 1:0 като гост на Шукура Кобулети на 19 ноември 2017 г.
Благодарение на представянето си за отбора на Грузия до 17 години, Кварацхелия става първият носител на нововъведения златен медал на Александър Чивадзе през 2017 г., присъждан ежегодно от Грузинската футболна федерация на талантливи млади играчи. На следващата година той получава сребърен медал за представянето си за младежите до 19 години на Грузия.
През март 2018 г. Кварацхелия напуска Динамо Тбилиси в резултат на спор за договор и впоследствие подписва за Рустави със свободен трансфер. През април 2018 г. Кварацхелия беше обект на интерес от германския шампион Байерн Мюнхен и присъстваше на равенството 0-0 на Байерн срещу Севиля в четвъртфинала на Шампионската лига. По време на сезон 2018 в Еровнули лига, Кварацхелия вкарва три гола в 18 мача за Рустави.
През 2018 г. The Guardian посочва Кварацхелия сред 60-те най-добри млади играчи в света.
На 15 февруари 2019 г. Кварацхелия се присъединява към клуба от Руската Висша лига Локомотив Москва под наем. Той дебютира в лигата на 10 март като резерва в 86-ата минута на Джеферсон Фарфан срещу Анжи Махачкала. На 1 юли Локомотив Москва обявява, че Кварацхелия е напуснал клуба след изтичането на наема му. След загубата на Кварацхелия, мениджърът на Локомотив Москва Юрий Семин казва, че е много разочарован, след като не успява да се споразумее за постоянен трансфер с Кварацхелия, тъй като Семин го смята за изключително талантлив.

### Рубин Казан
На 6 юли 2019 г. Кварацхелия подписва петгодишен договор с Рубин Казан. Той изиграва първия си мач на 15 юли срещу предишния си клуб Локомотив, като влиза като резерва през второто полувреме и отбелязва изравнителния гол при равенство 1-1. Кварацхелия бе обявен за най-добър играч на мача от феновете на Рубин на официалния сайт на клуба.
Като цяло покупката му беше приветствана от няколко руски медии като основния трансферен успех на Рубин, който видял пазарната стойност на играча да се увеличава пет пъти за един сезон между юни 2019 г. и юни 2020 г. Въз основа на гласовете сред привържениците на Рубин, Кварацхелия печели Играч на месеца четири пъти през 2020–21 г., а именно през август, септември, октомври и април.
В началото на 2021 г. L'Equipe публикува списък с 50-те най-добри играчи, родени през 21-ви век, като Кварацкхелия е единственият играч от Руската Висша лига, който е включен.

### Динамо Батуми
На 7 март 2022 г. ФИФА обявява, че поради руската инвазия в Украйна, чуждестранните играчи в Русия могат едностранно да прекратят договорите си до 30 юни и им е позволено да подпишат с клубове извън Русия до същата дата. На 24 март 2022 г. Рубин Казан обявява, че договорът на Кварацхелия е спрян. В същия ден той се присъединява към Динамо Батуми от Грузия.
Кварацхелия участва в 11 мача от лигата с Динамо Батуми, като вкарва осем пъти и прави две асистенции. Еровнули лига го обявява за най-добър играч на втория кръг на сезона, който съвпада с периода между април и юли.

### Наполи
На 1 юли 2022 г. отборът от Серия А Наполи потвърждава подписването на Кварацхелия по сделка с продължителност до 2027 г. от Динамо Батуми срещу отчетена сума от 10-12 милиона евро. Дебютът на Кварацхелия за клуба дойде на 15 август, в първия мач от Серия А срещу Верона; той вкарва и асистира за победата с 5–2. Той отбелязва два гола в следващия мач срещу Монца на 21 август при победа с 4–0. След тези мачове Кварацхелия оглавява класацията на голмайсторите на Серия А, ставайки първият играч в историята на Наполи, отбелязал три гола в двата начални мача в лигата. Освен това той е обявен за играч на месеца в Серия А през август 2022 г.
На 4 октомври той отбелязва първият си гол в Шампионската лига при победата с 6:1 като гост над Аякс. С още един гол и асистенция в реванша седмица по-късно, Кварацхелия е обявен за Играч на мача и включен в отбора на седмицата. С три гола и асистенция през месец февруари 2023 г. Кварацхелия бе обявен за Играч на месеца в Серия А за втори път, като става първият играч, който печели наградата няколко пъти през един и същи сезон. Следващият месец му носи повече признание, когато получава още една награда за Играч на месеца в Серия А, трофей от Италианската асоциация на футболистите и наградите Гол на месеца в Серия А и Гол на сезона в Серия А за изумителен гол, отбелязан в 2–0 победа срещу Аталанта на 11 март.
На 4 май, след равенство 1-1 с Удинезе, Наполи бяха потвърдени като шампиони на Серия А за първи път от 33 години. Той завърши сезона като футболиста с най-много асистенции (10) и вкарва 12 гола, като в края на сезона беше награден с наградата MVP на Серия А и млад играч на сезона в Шампионската лига.

### Пари Сен Жермен
На 17 януари 2025 г. клубът от Лига 1 Пари Сен Жермен обяви подписването на договор с Кварацхелия до юни 2029 г. С този ход той стана първият грузински играч в историята на клуба. Отчетена е трансферна такса от 80 милиона евро (70 милиона + 10 милиона постижими бонуси).
На 25 януари 2025 г. Кварацхелия дебютира за ПСЖ при равенство 1–1 срещу Реймс, като даде асистенция на Усман Дембеле за първия гол в мача. На 7 февруари той отбеляза първия си гол за ПСЖ при победата с 4:1 над Монако. На 19 февруари Кварацхелия вкара първия си гол за ПСЖ в Шампионската лига, записвайки се в резултата при победа със 7:0 над сънародника си от Лига 1 Брест. На 5 април, след победа с 1–0 срещу Анже, ПСЖ спечели своята 13-та титла в Лига 1, а Кварацхелия стана първият грузинец, спечелил Лига 1. Седмица по-късно, на 31 май, Кварацхелия вкара четвъртия гол на ПСЖ при победата им с 5:0 над Интер във финала на Шампионска лига, осигурявайки първата титла на клуба в надпреварата. Той също така стана първият грузинец, отбелязал във финал на клубно състезание на УЕФА, и едва вторият грузинец, спечелил Шампионската лига, след Каха Каладзе.

## Международна кариера
Кварацхелия дебютира за Грузия на 7 юни 2019 г., като титуляр в квалификация за Евро 2020 срещу Гибралтар. На 14 октомври 2020 г. той вкарва първия си международен гол при равенството 1–1 в Лигата на нациите срещу Северна Македония. На 28 март 2021 г. Кварацхелия отбелязва гол срещу Испания, последван от нов гол три дни по-късно срещу Гърция. На 11 ноември 2021 г. два гола на Кварацхелия помага на Грузия да победи Швеция.

## Отличия
Локомотив Москва
- Руска Премиер Лига: 2018/19

Наполи
- Серия А: 2022/23, 2024/25

Пари Сен Жермен
- Лига 1: 2024/25
- Купа на Франция: 2024/25
- Шампионска лига: 2024/25
- Суперкупа на УЕФА: 2025

Индивидуални
- Руска Премиер лига Млад играч на сезона: 2019/20, 2020/21
- Грузински футболист на годината: 2020 г., 2021 г., 2022 г.
- УЕФА Шампионска лига Млад играч на сезона: 2022/23
- Играч на месеца в Серия А: август 2022 г., февруари 2023 г., март 2023 г.
- Гол на месеца в Серия А: март 2023 г.
- Най-ценният играч от Серия А: 2022–23
- Най-добри асистенции в Серия А: 2022/23
- Гол на сезона в Серия А: 2022/23
- Номиниран за Златната топка: 2023 г.

## Външни връзки
- Профил в S.S.C. Уебсайт на Наполи
- Профил в UEFA
- Profile Архив на оригинала от 2020-10-19 в Wayback Machine.